# Coccyzus pluvialis
Coccyzus pluvialis là một loài chim trong họ Cuculidae.